# Țapu
Țapu [ˈtsapu] (deutsch Abtsdorf, ungarisch Csicsóholdvilág) ist ein Dorf im Kreis Sibiu in Siebenbürgen (Rumänien). Es ist Teil der Gemeinde Micăsasa (Feigendorf).

## Geographische Lage

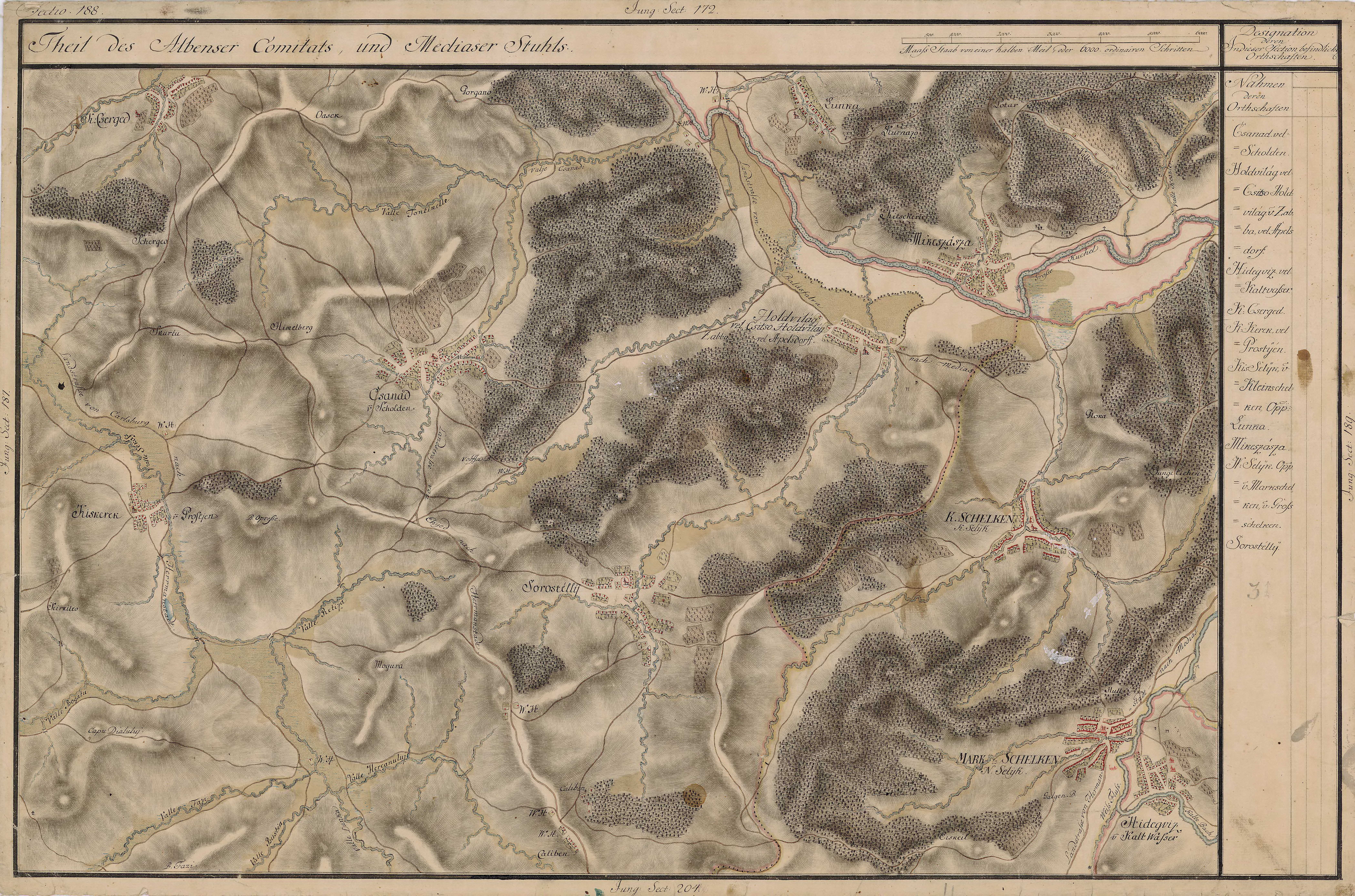
Țapu in der Josephinischen Landaufnahme von 1767 bis 1773

Țapu liegt im Westen des Siebenbürgischen Beckens, im Kokeltal am Bach Soroștin, ein linker Zufluss der Târnava Mare (Große Kokel). Das Dorf liegt an der Kreisstraße (drum județean) DJ 106B etwa drei Kilometer südwestlich vom Gemeindezentrum entfernt.

## Geschichte
Der Ort Țapu wurde erstmals 1309 urkundlich erwähnt. Als ein Abteidorf gehörte Abtsdorf unter König Karl Robert zu Egresch (Igriș), später zu Donnersmarkt (Mănărade). Ende des 15. Jahrhunderts unter dem ungarischen König Hunyadi wurden die Bewohner fortan unterdrückt, sodass diese ihre Wohnstätte verließen und zu flüchten versuchten. Nachdem deren Zustände sich stark verschlechterten, verbietet Woiwode Stephan Batori die Steuern pro Hof einzutreiben. 1495 verbietet König Vladislav II. dem Komitatsadel die Eintreibung der Steuern auch in Abtsdorf. Er beauftragt den Woiwoden die Abteibesitzungen in seinen Schutz zu nehmen. Im selben Jahr klagten die Sieben Stühle gegen den Abt von Egresch, da dieser den „Neunten“ einzuführen gedachte, und die Abtei wird aufgelöst. König Vladislav II. schützte die Sachsen als Grundkraft Siebenbürgens.

## Bevölkerung
Die Bevölkerung der Gemeinde entwickelte sich wie folgt:
| Volkszählung | Volkszählung | Ethnische Zusammensetzung | Ethnische Zusammensetzung | Ethnische Zusammensetzung | Ethnische Zusammensetzung |
| Jahr         | Bevölkerung  | Rumänen                   | Ungarn                    | Deutsche                  | andere                    |
| ------------ | ------------ | ------------------------- | ------------------------- | ------------------------- | ------------------------- |
| 1850         | 806          | 374                       | 19                        | 302                       | 111                       |
| 1900         | 1.080        | 695                       | 13                        | 372                       | -                         |
| 1930         | 1.232        | 579                       | 15                        | 506                       | 132                       |
| 1977         | 1.150        | 743                       | 48                        | 358                       | 1                         |
| 1992         | 815          | 648                       | 36                        | 129                       | 2                         |
| 2002         | 772          | 710                       | 38                        | 21                        | 3                         |

Seit 1850 wurde die höchste Einwohnerzahl des Dorfes und gleichzeitig die der Rumäniendeutsche und die der Roma (127) 1930 ermittelt. Die höchste Anzahl der Rumänen (792) wurde 1966 und die der Magyaren 1977 gezählt. Des Weiteren wurde 1930 ein Slowake registriert.

## Sehenswürdigkeiten
- Die evangelische Kirche, im 14. Jahrhundert errichtet und im 16. zu einer Kirchenburg mit einer ovalen sechs Meter hohen Wehrmauer ausgebaut, steht unter Denkmalschutz.[6] Im Westen der Kirchenburg steht der dreigeschossige Torturm. Die Wehrmauer hat zwei Reihen Schießöffnungen, der Wehrgang und die Vorratskammern im Inneren der Kirchenburg wurden abgetragen.[3]

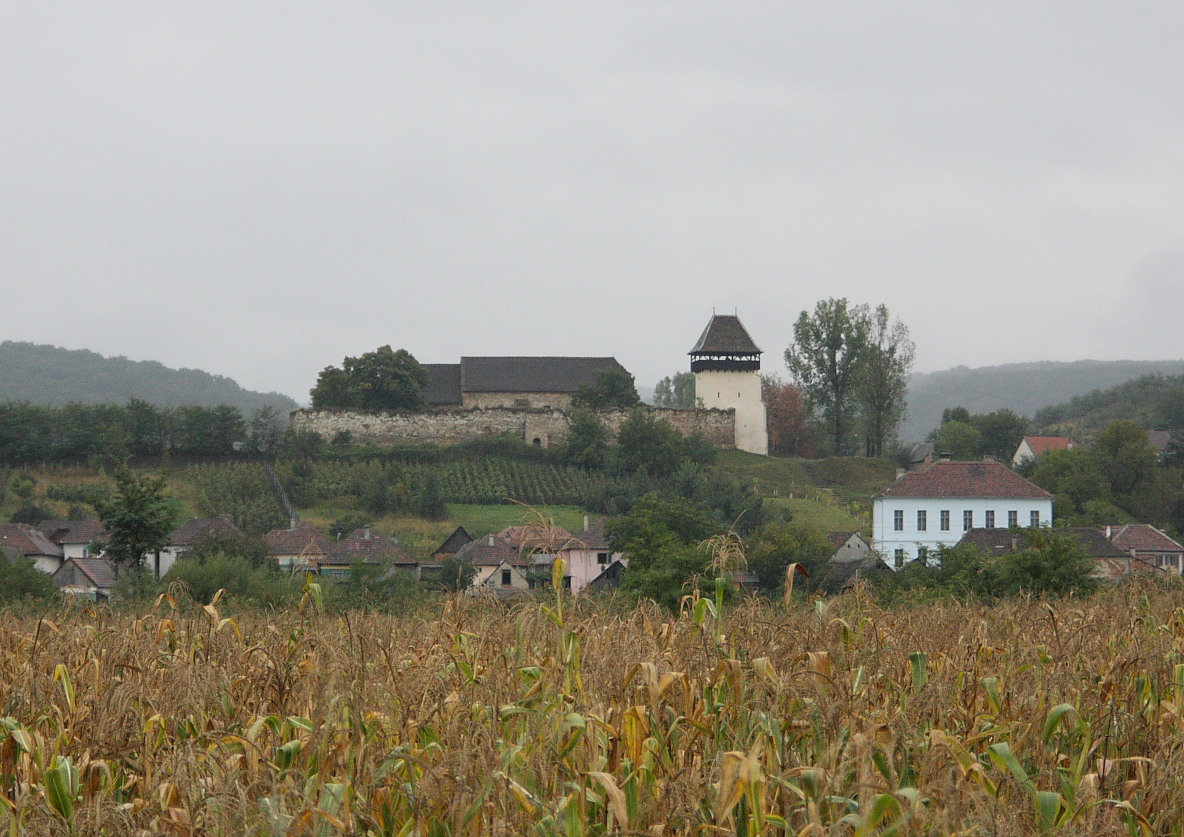
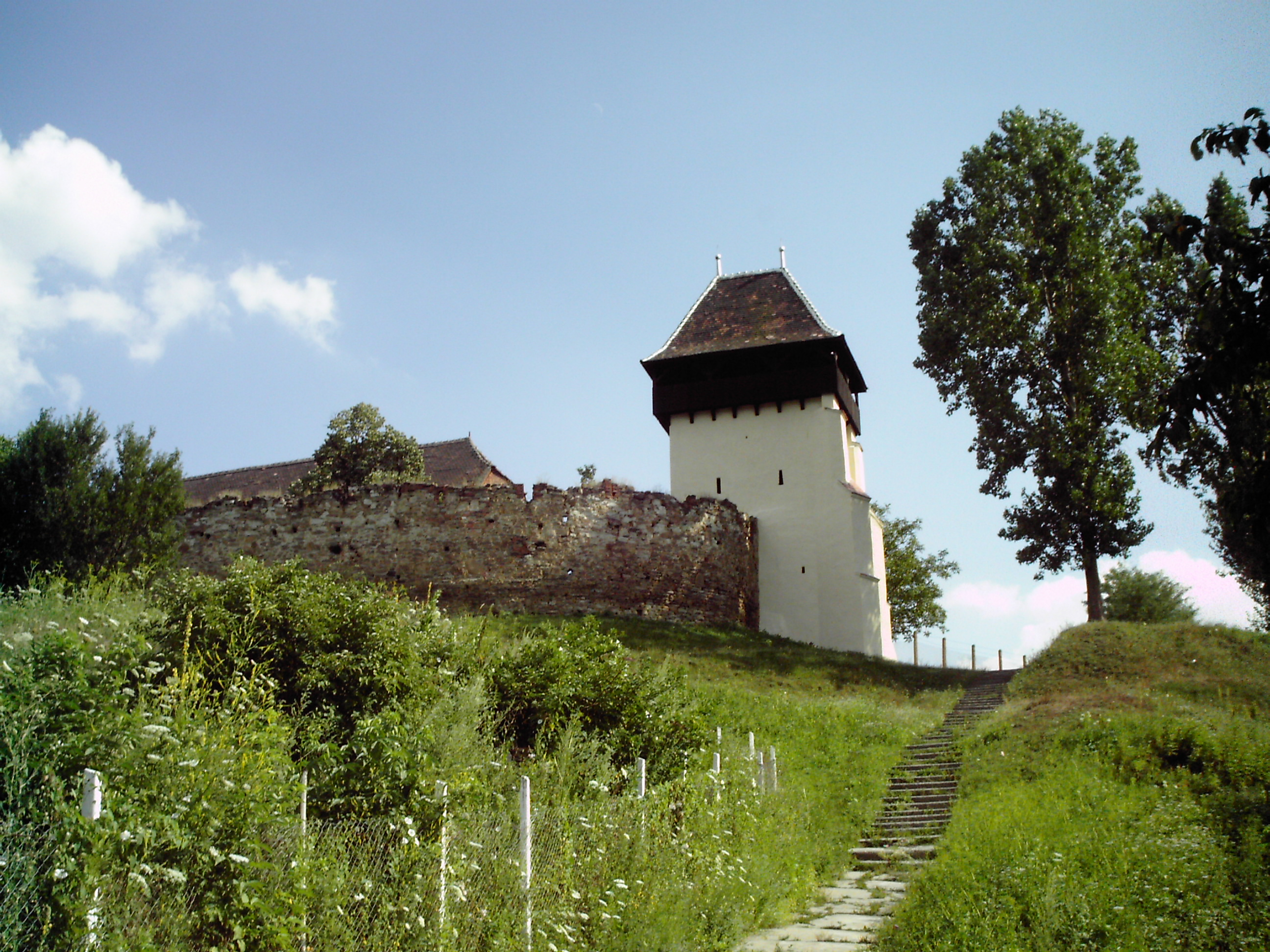
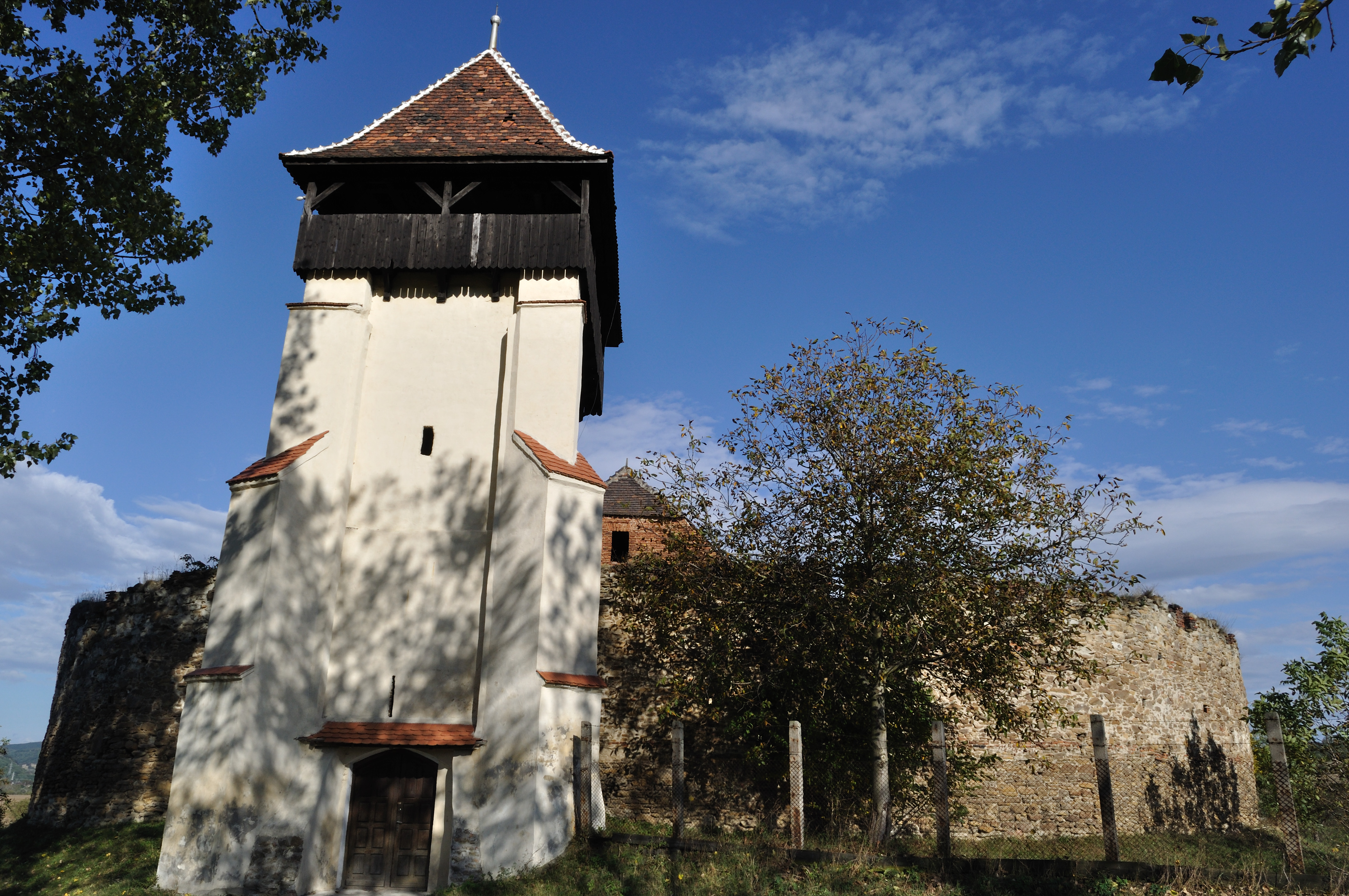
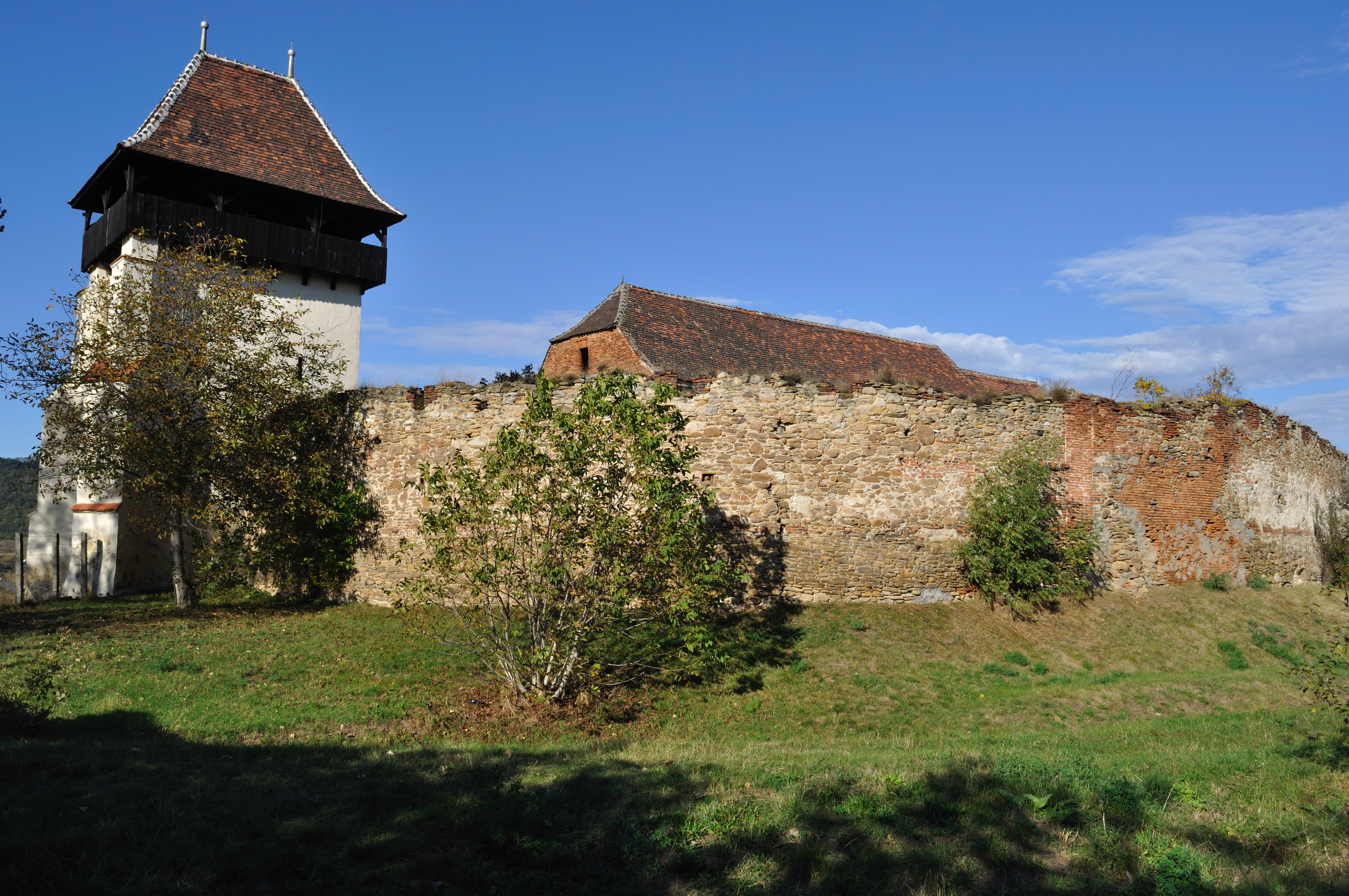

## Söhne und Töchter des Ortes
- Ilie Datcu (* 1937), Fußballspieler